# Noailles (metropolitana di Marsiglia)
Noailles è una stazione della linea 2 della metropolitana di Marsiglia e della linea T1 della Rete tranviaria di Marsiglia. È situata in Rue du Marché des Capucins, nel I arrondissement di Marsiglia, e serve il quartiere di Noailles.

## Storia

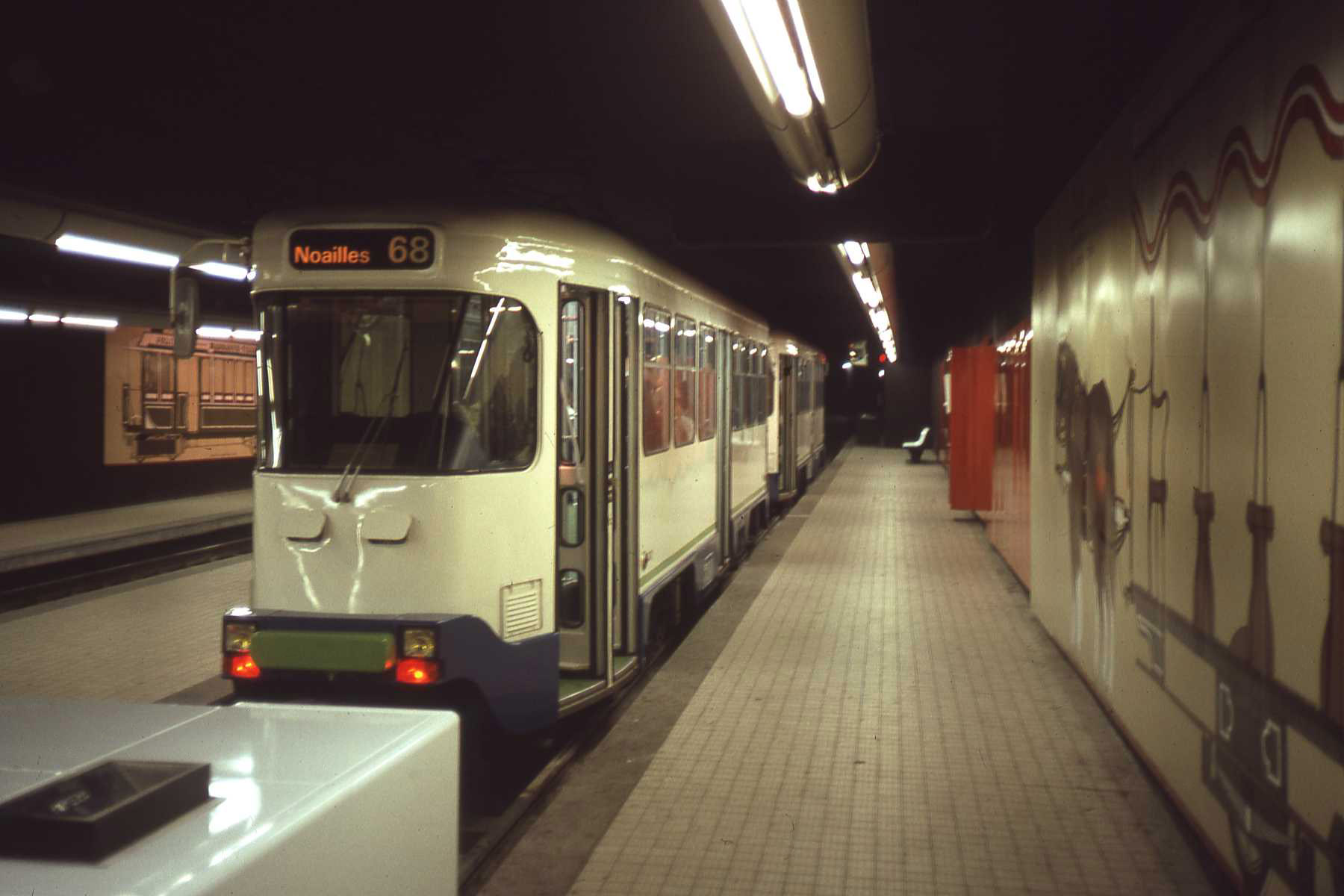
Il vecchio capolinea della tramvia 68.

Alla fine del XIX secolo, la rete tranviaria di Marsiglia si estendeva fino alla periferia. Per raggiungere Aubagne, a più di 15 km ad est dal centro della città, era necessario un tunnel che attraversasse la Plaine. Il tunnel, lungo 800 metri, fu completato nel 1893. Allo stesso tempo fu costruito una stazione, attivata il 22 dicembre 1893, che fungeva da capolinea di diverse linee tranviarie.
Dopo la seconda guerra mondiale, la rete tranviaria marsigliese fu gradualmente smantellata a favore del trasporto su gomma, ad eccezione della linea 68, che continuò a percorrere il tunnel e a servire la stazione.
La stazione della metropolitana è stata aperta al traffico il 3 marzo 1984 come parte del primo troncone della linea 2 compreso tra Joliette e Castellane. Per migliorare i collegamenti tra la metropolitana e la tramvia, il capolinea della 68 fu spostato e l'atrio della stazione divenne un punto di accesso alle stazioni della metropolitana e del tram.
Nel 2004 l'esercizio della linea 68 è cessato per consentire la costruzione della nuova rete tranviaria, che ha richiesto in particolare la ristrutturazione del tunnel e della piattaforma tranviaria. Il capolinea della nuova linea 1 è stato riaperto a Noailles il 28 settembre 2008.

## Interscambi
Nelle vicinanze della stazione effettuano fermata diverse linee di autobus urbani ed interurbani.
- Fermata tram (linea T2)
- Fermata autobus